# Rövidfarkú kitta
A rövidfarkú kitta (Cissa thalassina) a madarak osztályának verébalakúak (Passeriformes) rendjébe, a varjúfélék (Corvidae) családjába tartozó faj.

## Rendszerezése
A fajt Coenraad Jacob Temminck holland arisztokrata és zoológus írta le 1826-ban, a Kitta nembe Kitta thalassina néven.

## Előfordulása
Délkelet-Ázsiában, Indonéziához tartozó Jáva nyugati részén honos. Természetes élőhelyei a szubtrópusi vagy trópusi síkvidéki és hegyi esőerdők, valamit megművelt területek. Állandó, nem vonuló faj.

## Megjelenése
Testhossza 33 centiméter.
|  |

## Életmódja
Főleg gerinctelenek táplálkozik, de kisebb gerinceseket is fogyaszt.

## Szaporodása
Fészekalja egy-két tojásból áll.

## Természetvédelmi helyzete
Az elterjedési területe kicsi, egyedszáma 50-249 példány közötti és csökken. Az élőhelyeinek elvesztése és a illegális kereskedelmi befogása veszélyezteti. A Természetvédelmi Világszövetség Vörös listáján súlyosan veszélyeztetett fajként szerepel.
Összehangolt tenyésztéssel próbálják meg megmenteni a fajt a teljes kipusztulástól. Európában az Európai Állatkertek és Akváriumok Szövetsége felügyelete alá tartozó Európai Veszélyeztetett Fajok Programja (EEP) keretében tenyésztik a faj egyedeit.